# Nordwestuckermark
Nordwestuckermark é um município da Alemanha, situado no distrito de Uckermark, no estado de Brandemburgo. Tem 253,14 km² de área, e sua população em 2019 foi estimada em 4.194 habitantes.